# Adele Live

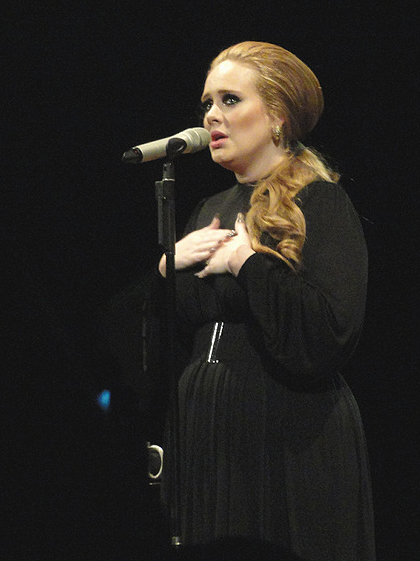
Adele interprète Someone Like You lors d'un concert à Seattle, aux États-Unis.

Adele live 2011 est la deuxième tournée mondiale de la chanteuse britannique Adele faisant la promotion de son second album 21.

## Historique
Elle débute le 21 mars 2011 à Oslo pour se terminer le 25 septembre 2011 à Glasgow. Elle traverse l'Europe avec un concert évènement à La Cigale à Paris. Elle traverse également l'Amérique du Nord.
Le concert du 22 septembre a Londres fut enregistré pour une sortie en DVD.

## Morceaux interprétés
1. Hometown Glory
2. I'll Be Waiting
3. Don't You Remember
4. Turning Tables
5. Set Fire to the Rain
6. Daydreamer
7. If It Hadn't Been for Love
8. My Same
9. Take It All
10. Rumour Has It
11. Right as Rain
12. One and Only
13. Lovesong
14. Chasing Pavements
15. Make You Feel My Love

Et encore
1. Someone like You
2. Rolling in the Deep

Sources,: